# Land Rover G4 Challenge
De Land Rover G4 Challenge was een "endurance race" die om de 2 à 3 jaar plaatsvond in verschillende landen. De race werd uitsluitend gereden met Land Rover modellen. 
Deze race werd gezien als een van de zwaarste races ter wereld en werd bijna alleen gereden door doorgewinterde professionals. Bij deze race kon men kiezen of men met zijn eigen Land Rover meedoet of met een exemplaar dat door Land Rover ter beschikking werd gesteld. 
De race bestond uit verschillende opdrachten zoals navigatie, kajakken, mountainbiken. Deze race was zo zwaar dat minder dan de helft van de deelnemers daadwerkelijk de finish haalde. Er waren twee prijzen: een voor het team dat de meeste opdrachten heeft gewonnen en een voor het sympathiekste team.
In 2006 vond deze race plaats in onder andere Bolivia en Brazilië. De winnaar van deze editie was een Zuid-Afrikaan.
De Land Rover G4 Challenge is in 2008 opgeheven vanwege geldgebrek.